# Stambuls ros

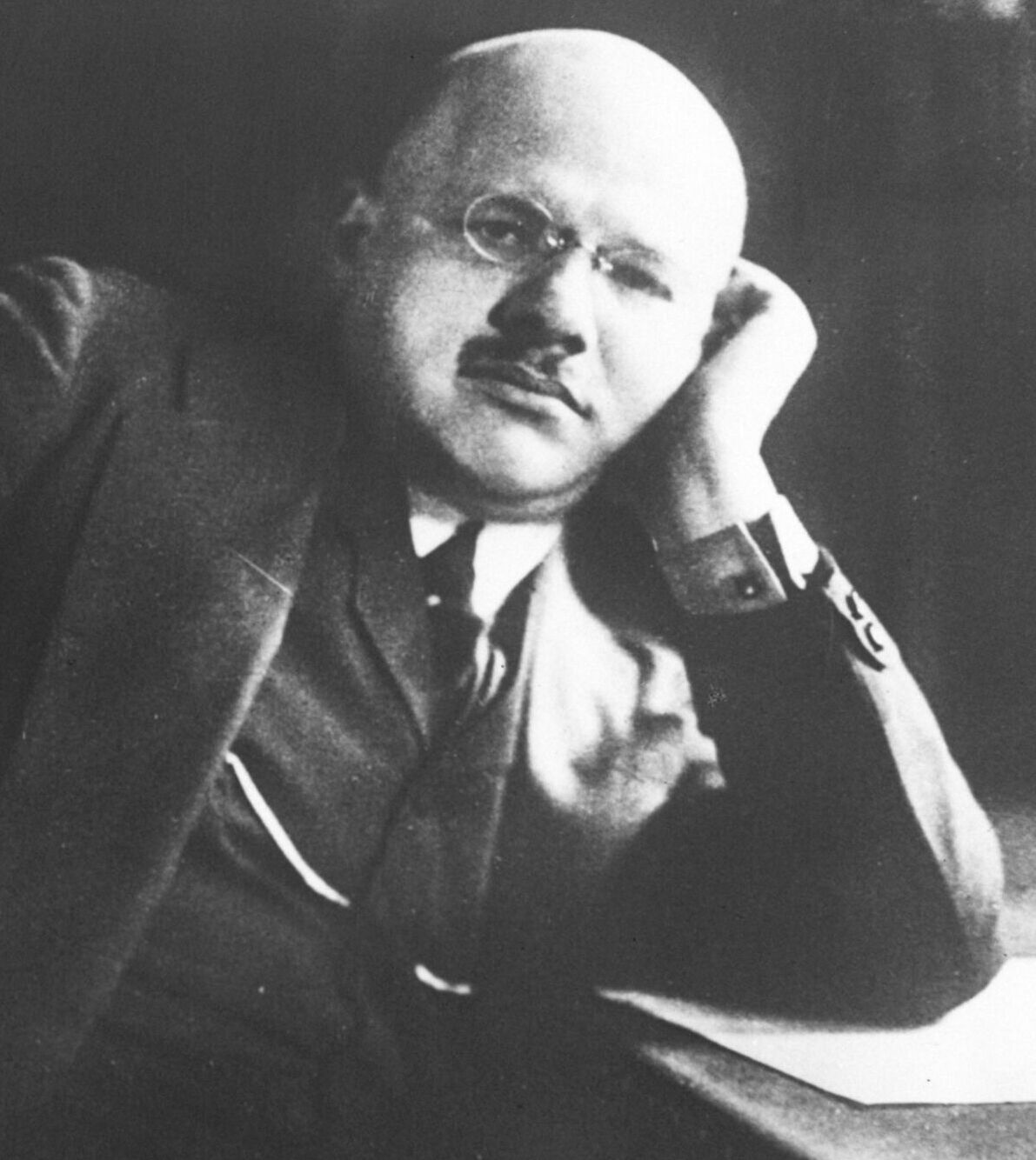
Leo Fall

Stambuls ros (tyska: Die Rose von Stambul) är en operett i tre akter med musik av Leo Fall. Librettot skrevs av Julius Brammer och Alfred Grünwald. Verket tillhör den så kallade Operettens silverålder.

## Historia
Operetten hade premiär den 2 december 1916 på Theater an der Wien i Wien och kom att bli en av krigsårens mest spelade wieneroperetter. Faktum är att uppsättningen i Wien blev en av teaterns största framgångar med 480 föreställningar över en relativt kort speltid. Handlingen utspelas i Turkiet och i ett schweiziskt spa. Valet av stoff var närmast en spekulation. Turkiet hade nämligen lierat sig med bundsförvanterna Tyskland och Österrike under Första världskriget. Turkarna var alltså populära i de tysktalande länderna och den sköna dottern till en turkisk pascha blev en hjältinna som "låg i tiden".
Efter kriget sattes Stambuls ros upp i New York (1922)  men redan 1919 hade det gjort en tysk stumfilm och 1953 kom den en tysk musikalfilm med samma titel.
Den 3 maj 1919 sattes Stambuls ros upp på Oscarsteatern i Stockholm i regi av Carl Barcklind.

## Personer
- Kondja Gül (Sopran)
- Achmed Bey (Tenor)
- Midili Hanum (Subrett)
- Fridolin Müller (Tenorbuffo)
- Excellens Kamek Pascha (Baryton)
- Müller senior från Hamburg (Bas)
- Güzela (Sopran)
- Fatme (Sopran)
- Emine (Sopran)
- Durlane (Sopran)
- Sobeide (Sopran)
- Bül-Bül (Mezzosopran)
- Djamileh (Alt)
- Desiré, Kondjas sällskapsdam (Talroll)
- Lydia Cooks, Midilis sällskapsdam (Talroll)
- Black, en journalist från USA (Talroll)
- Hovmästare Sadi (Talroll)

## Handling

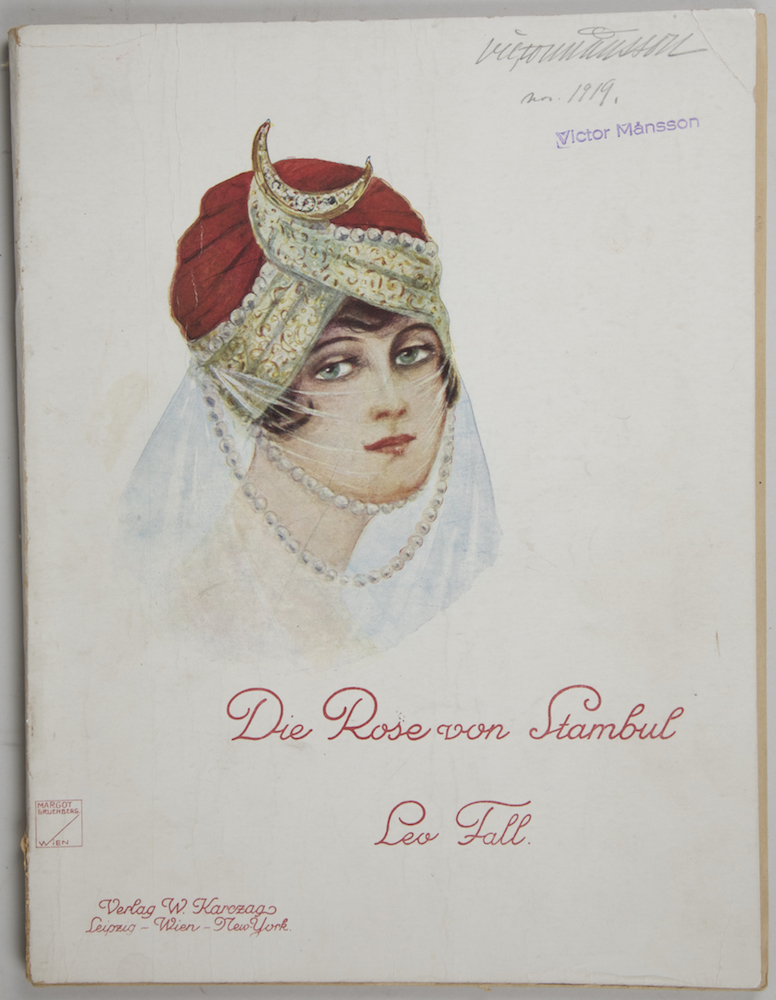
Framsida av klaverutdraget

Achmed Bey är en upplyst ung turk och väldigt västerländsk. Hans huvud är fullt av planer för hur man kan reformera den turkiska sociala ordningen. Men eftersom hans far är en respekterad statsminister vågar han inte publicera sina idéer under sitt riktiga namn. Tack vare hans litterära talang och goda kunskaper i det franska språket kom tanken för honom att skriva en spännande roman och sprida sina tankar i den. Som författare använder han pseudonymen "André Léry". Boken utvecklades snabbt till en bästsäljare, som var särskilt populär bland turkiska kvinnor med en modern inställning.
Kamek Pasha är en av de mest respekterade turkarna och är fortfarande djupt rotad i den ottomanska familjetraditionen. Hans dotter Kondja Gül är helt annorlunda. Hos henne faller André Lérys nästan revolutionära idéer på bördig mark. En omfattande korrespondens utvecklas mellan de två, där de uppskattar varandra mer och mer.
Kondja Gül var fortfarande ett barn när hon en dag valdes av sin far att vara Achmed Beys fru. Nu när hon är äktenskapsmogen ska bröllopet snart äga rum. Kondja är djupt ledsen över detta; men hon vet att det inte är någon mening att motsätta sig denna tradition. Hon hindras också från att träffa sin framtida make före bröllopet. Även när de förlovar sig får paret bara prata bakom en skärm. Achmed vet vem hans brud är. Han är också verkligen kär i henne, men berättar inte för henne att han också är "André Léry" samtidigt.
Bröllopsnatten kommer med en skandal: Kondja Gül erkänner för sin man att hon bara gifte sig med honom på grund av familjetraditionen. Men hon känner ingenting för honom. Hennes sanna kärlek tillhör den franska författaren André Léry. När Ahmed erkänner att hon själv är den författaren tror hon inte på ett ord av honom.
Nästa dag reser Kondja Gül till Schweiz efter att ha hört av sin man på hennes bröllopsnatt att André Léry skulle vara där. När hon frågar om författaren i hotellets reception får hon veta att de förväntar sig ett gift par från Léry. Den här nyheten bryter nästan hennes hjärta. Så snart hon anländer vill hon åka igen. Plötsligt ser hon sin man Achmed gå mot henne. Nu faller det som fjäll från hennes ögon: hennes man och den franska poeten är en och samma person.

## Musiknummer (urval)
- Duett mellan Kondja Gül och Achmed Bey: Ein Walzer muss es sein
- Achmed Bey valssång: O Rose von Stambul, nur du allein, sollst meine Scherezade sein
- Das ist das Glück nach der Mode
- Zwei Augen, die wollen mir nicht aus dem Sinn
- Ihr stillen süßen Fraun – Euch Ihr Frauen, gilt meine Serenade
- Geh sag doch Schnucki zu mir – Midili Hanum, Fridolin Müller